# San Nicolò dei Mendicoli
San Nicolò dei Mendicoli és una església del sestiere de Dorsoduro, a Venècia (Itàlia). És una de les més antigues de Venècia: es creu que existia ja una primera construcció al segle vii. L'illot sobre el qual es construí l'església principal prèviament acollia pescadors pobres, d'aquí l'addició de «mendicoli» o rodamons al nom de San Nicolò (Sant Nicolau). Des d'aleshores els habitants s'anomenaren nicolotti. Una segona hipòtesi sobre l'origen del nom és que «mendicoli» sigui una deformació de Mendigola, antic nom de l'illa sobre la qual es troba l'església.
La construcció del segle vii fou reemplaçada per l'actual església del segle xii de planta romànica basilical amb tres naus. Posteriorment fou objecte d'altres reconstruccions. A l'exterior s'hi afegí, al segle xv, un petit pòrtic sobre el costat septentrional. L'actual torre del rellotge fou afegida el 1764 per reemplaçar-ne la més antiga.

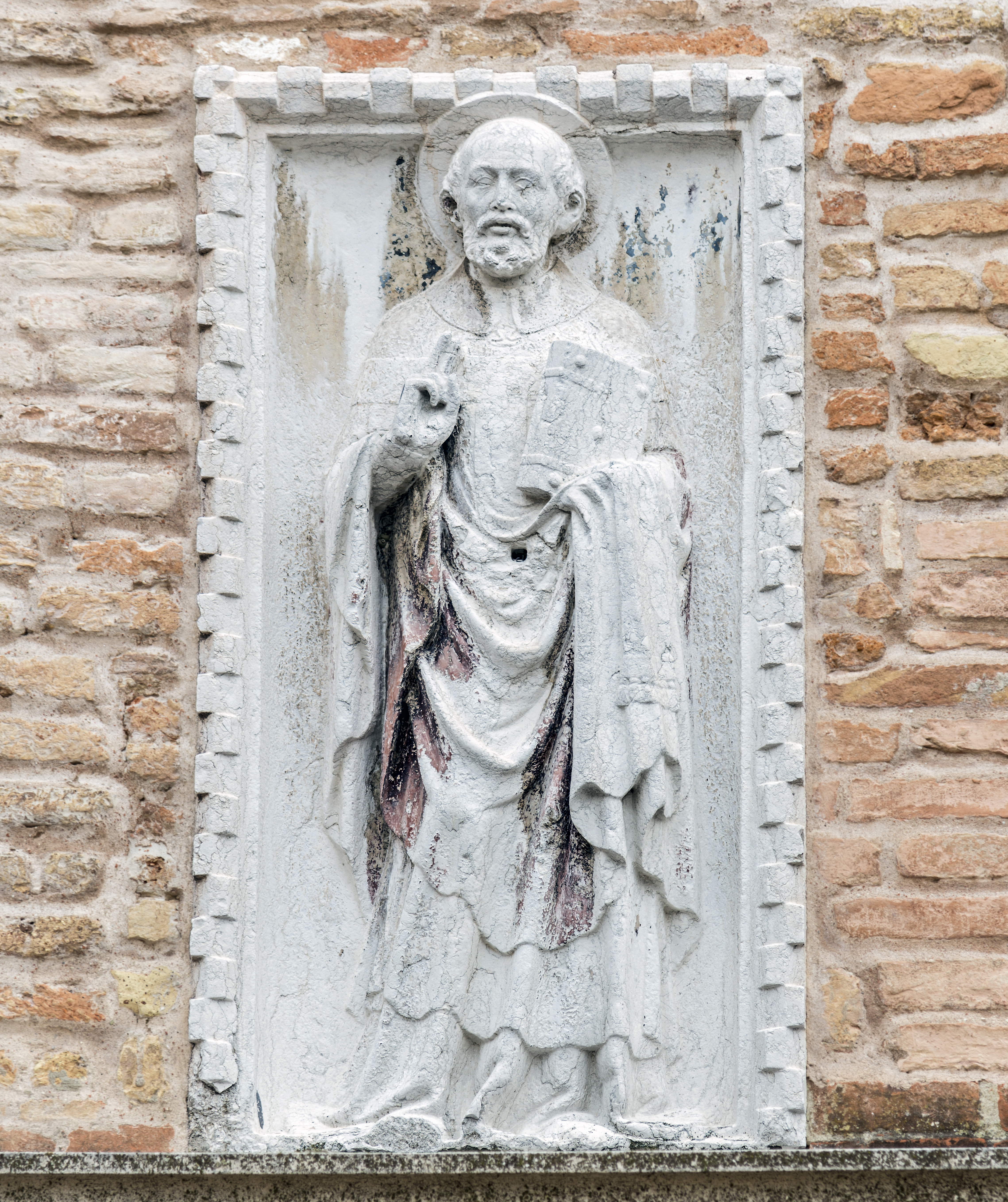
San Nicolò segle xiii
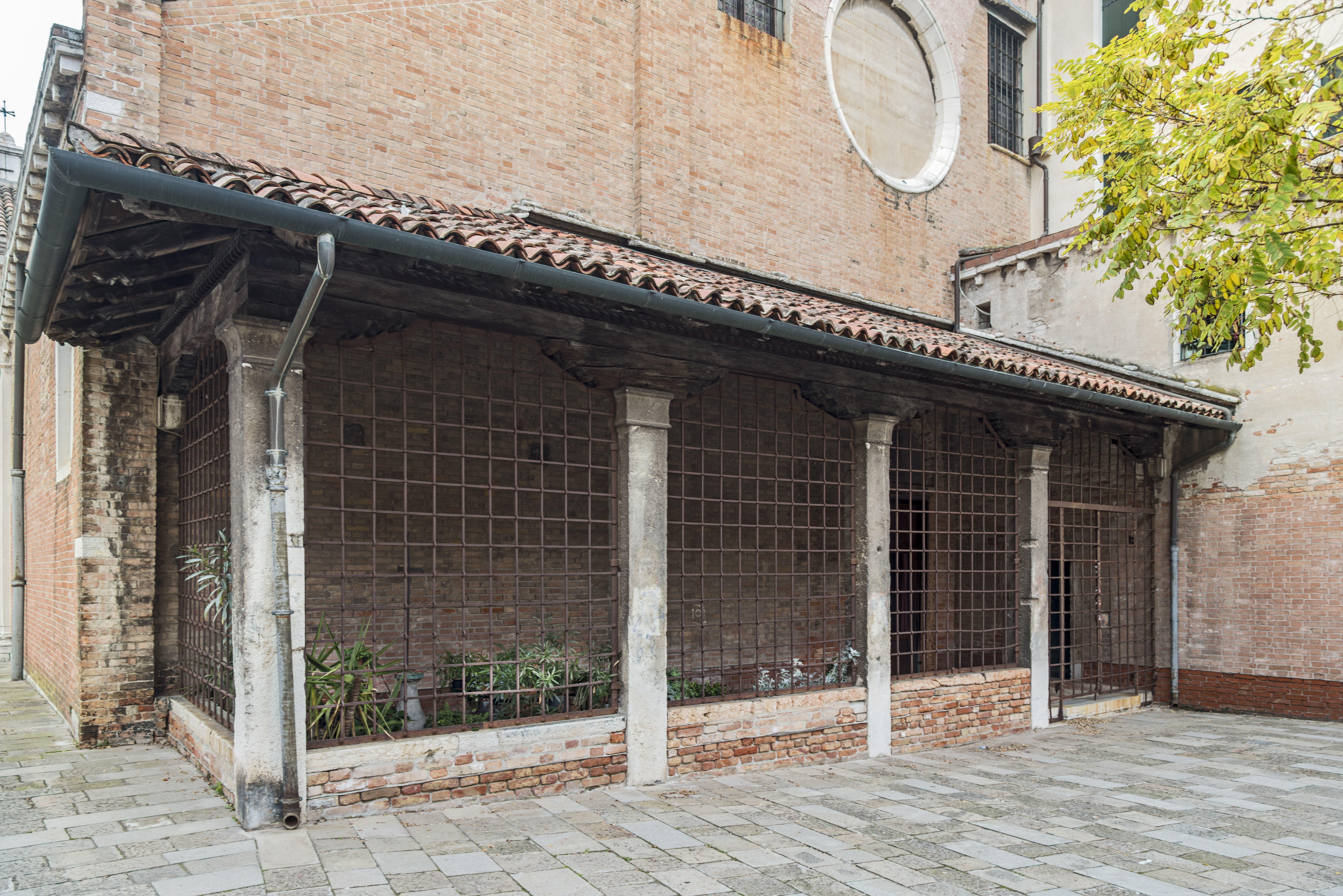
Pòrtic de l'entrada nord, va afegir al segle xv.
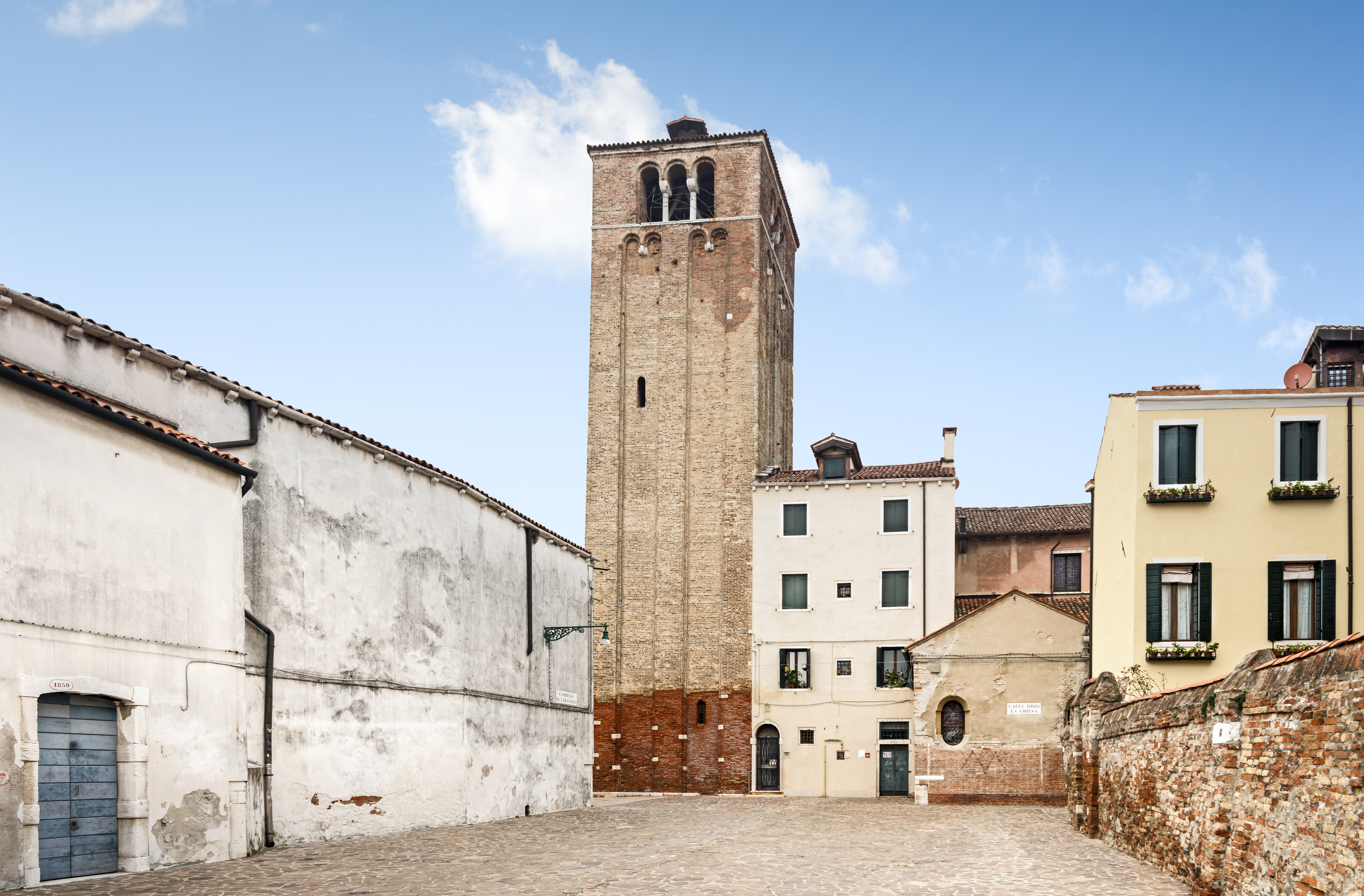
Campanar del segle xiii.

L'església quedà seriosament danyada per les inundacions del 4 de novembre de 1966. Als anys setanta fou el centre d'una àmplia intervenció de restauracions, finançada gràcies als fons de Venècia en Perill, en el curs de la qual es procedí a alçar lleugerament el nivell del terra, exposat contínuament als danys de la marea alta, que aleshores es trobava a uns 30 centímetres per sota del nivell dels canals.
L'entrada queda a la dreta de la nau. L'interior és molt ric. La nau està envoltada per unes peculiars columnes semblants al corinti. Les decoracions dels capitells deriven del blasó de les famílies patronals. Al reixat hi ha una estàtua del segle xv de sant Nicolau sostenint tres esferes daurades, simbolitzant els diners donats, en la seva llegenda, per salvar tres noies de la prostitució. Al segle xvi, la nau central fou adornada amb estàtues de fusta daurada. Els llenços a les parets de la nau són obres de diversos pintors, com Alvise Benfatto. Dos panells de l'extrem del sostre són de Leonado Corona i els del mig de Francesco Montemezzano.

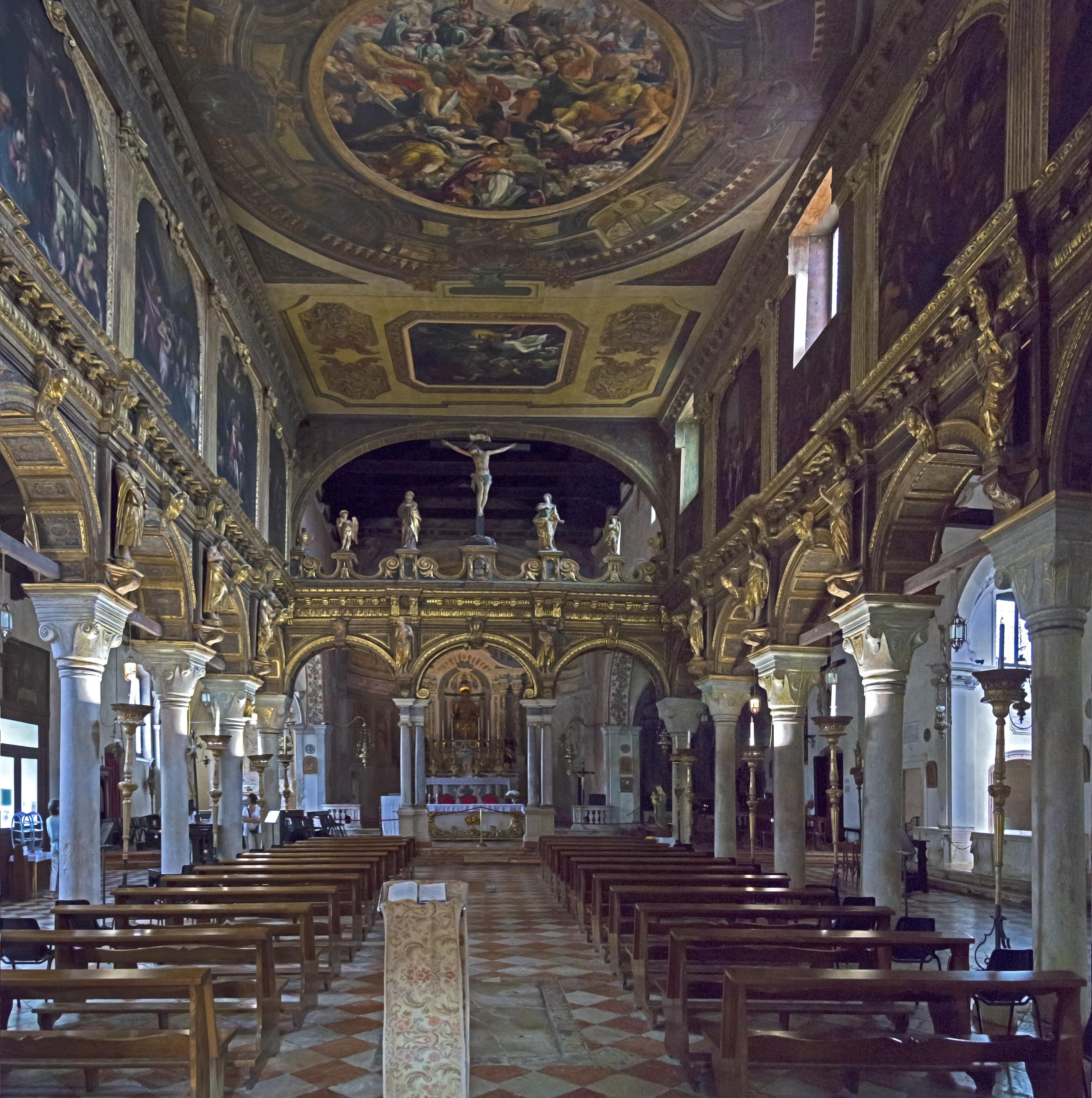
Interior de l'església
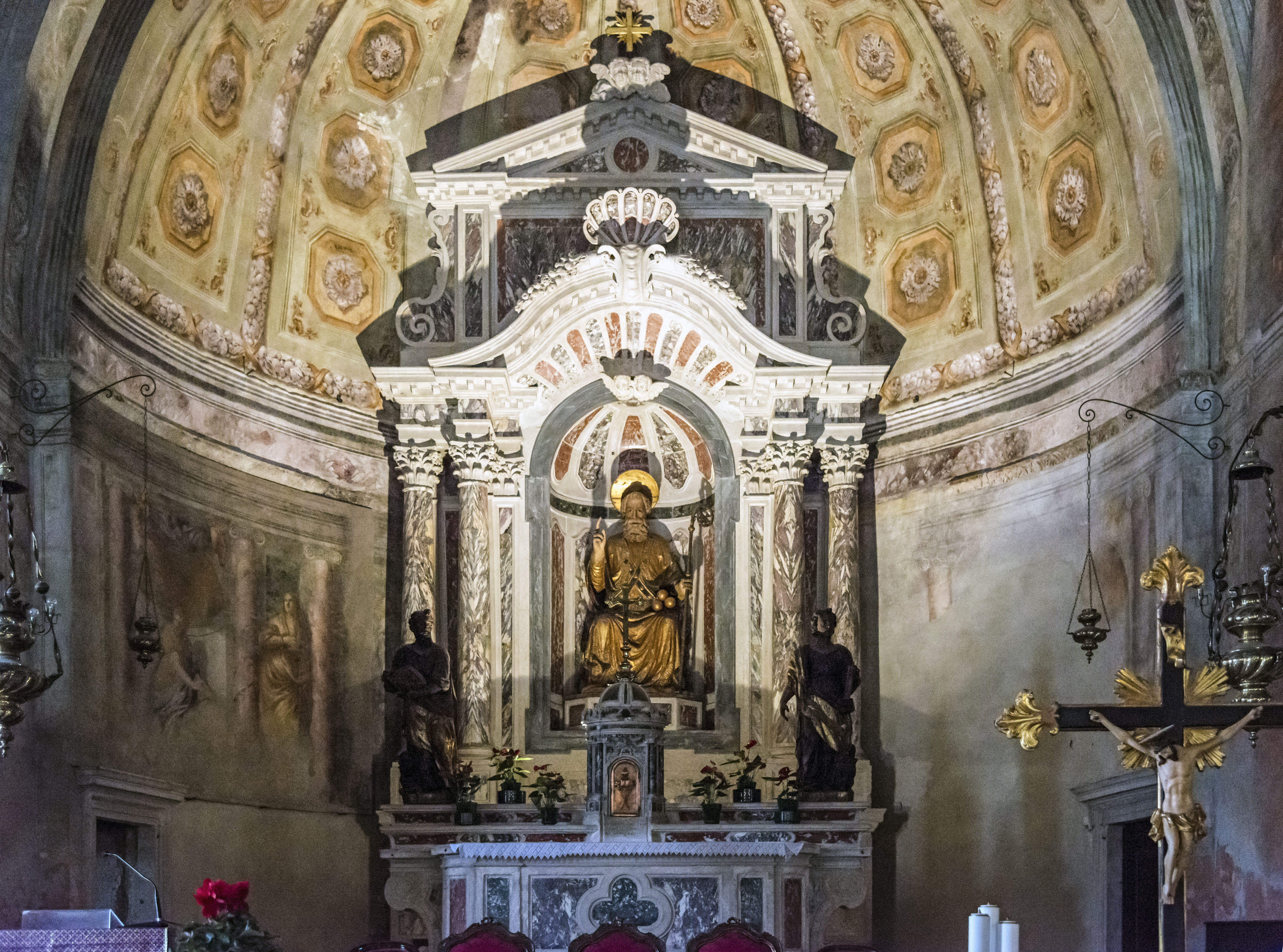
Altar Major
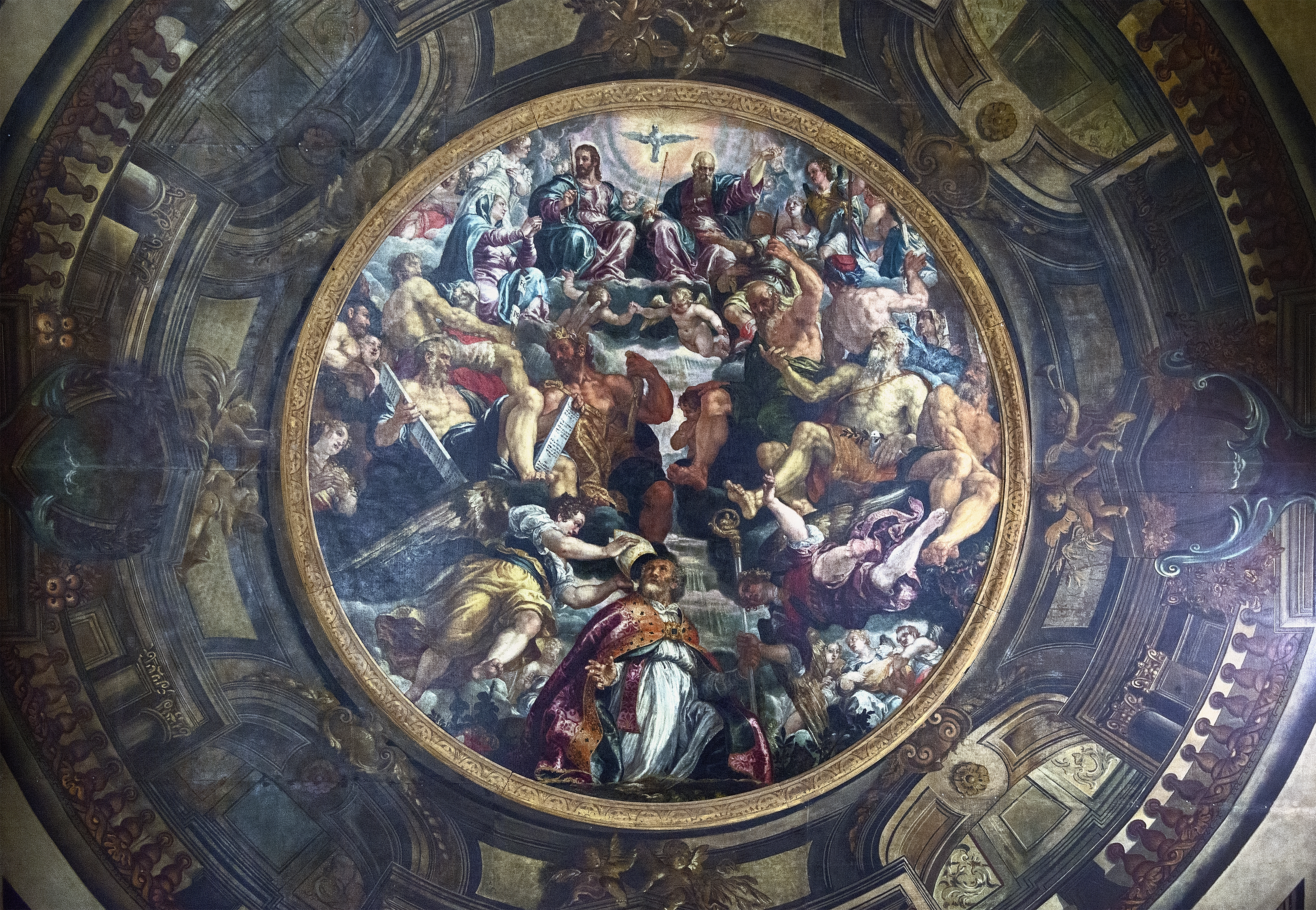
Sostre de Francesco Montemezzano
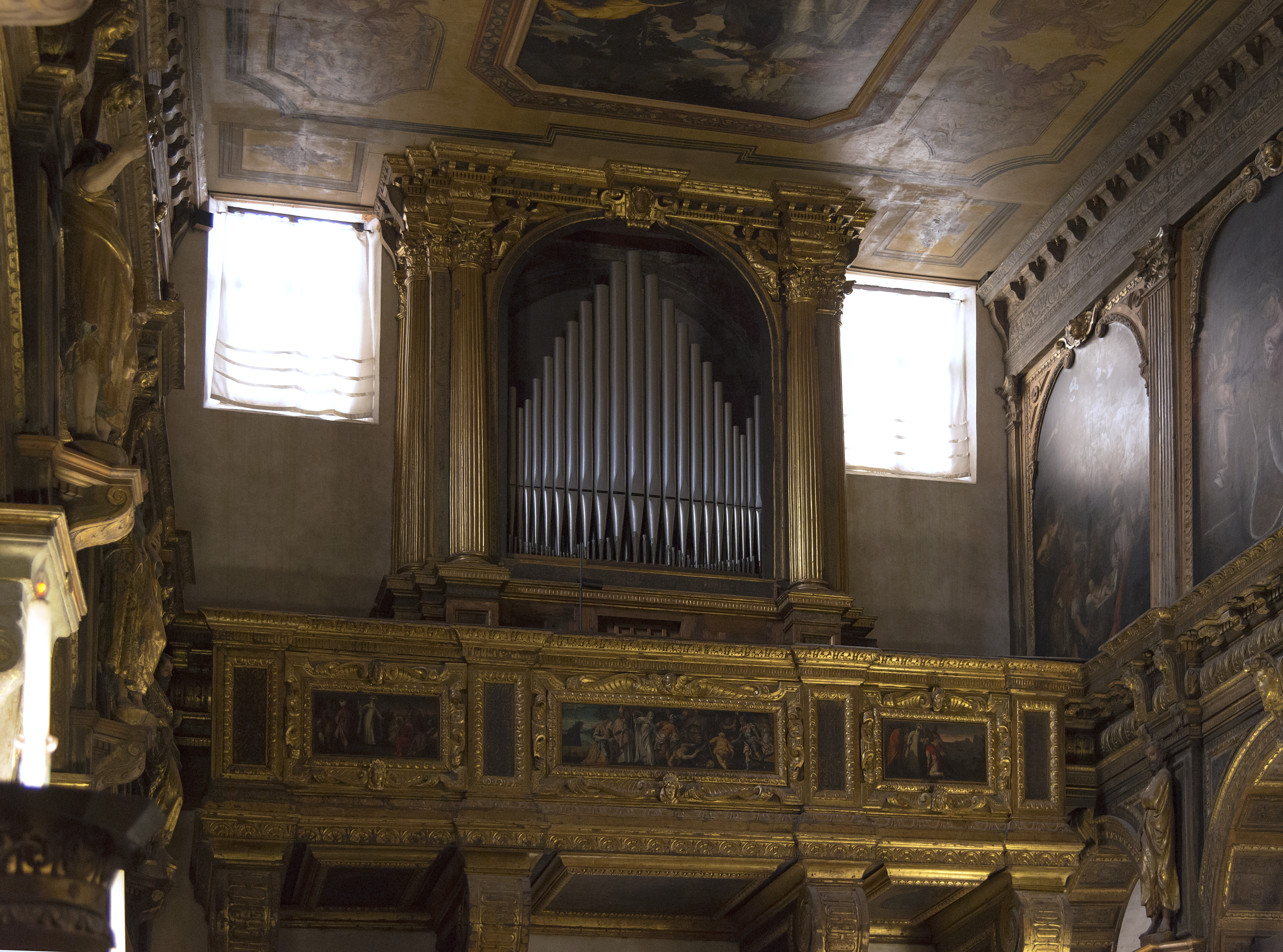
L'òrgan
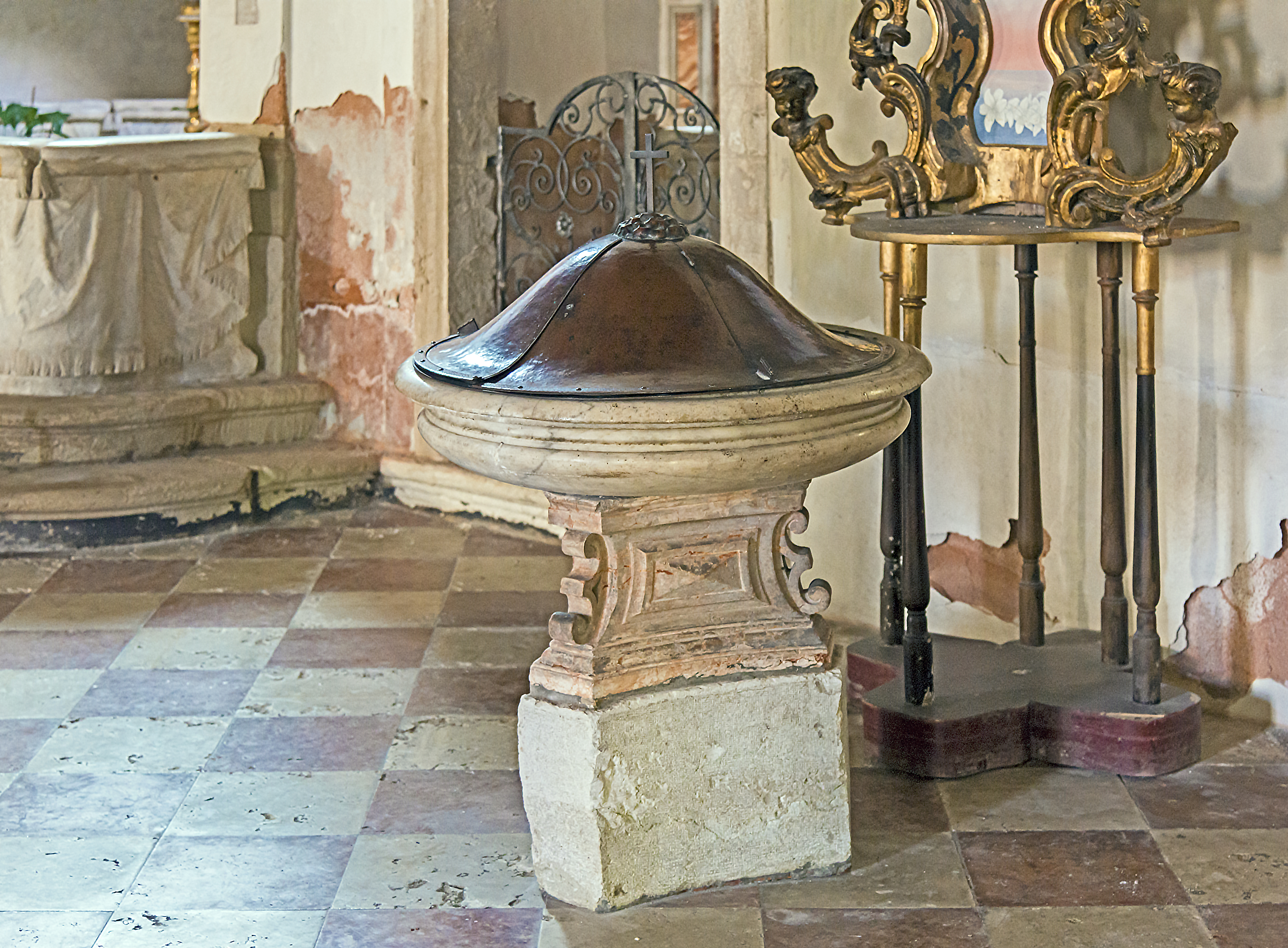
Font